# Prise de Fès (1554)
Pour les articles homonymes, voir Prise de Fès.
Conflits algéro-chérifiens
Batailles
La prise de Fès de janvier 1554 oppose les forces menées par le beylerbey d'Alger Salah Raïs, qui soutiennent Bou Hassoun, un membre de la dynastie wattasside qui a été renversée en 1549, à celles du sultan saadien Mohammed ech-Cheikh.
Elle entraine la retraite des forces saadiennes et la capture de la ville par le prétendant Wattassides
Abu al-Hasan Abu Hasun Ali ben Muhammad. Bou Hassoun y régnera pendant 4 mois en tant que vassal de l'Empire ottoman avant que la ville ne soit reprise par Mohammed ech-Cheikh.

## Contexte
Reconnaissant d'abord l'autorité centrale des Wattassides, les Saadiens entrent en confrontation avec eux dès 1528 et finissent par les chasser de Fès en 1549.
Le premier soutien ottoman aux Wattassides remonte à 1545 quand ces derniers, perdant du terrain, se tournent vers l'empire de la Sublime Porte dans le but d'obtenir une aide militaire leur permettant de rester au pouvoir. La rivalité de deux confréries soufies — la Qadiriyya, à Alger et à Fès ; la Chadhiliyya-Jazûliyya, dans le sud du Maroc et à Tlemcen — facilite l'alliance de la régence d'Alger avec les Wattasides contre la dynastie saadienne. Le prince wattasside Bou Hassoun, alors régent pour le jeune sultan Mohammed al-Qasri, « mobilise le soutien des marabouts qadiris » et reconnait la suzeraineté du calife ottoman en retour de l'aide militaire demandée. Cependant, les Ottomans n'interviennent pas au Maroc tandis que les dirigeants d'Alger ne peuvent intervenir militairement  dans les années 1540, même s'ils l'auraient souhaité, en raison des troubles marquant la fin de l'ère zianide à Tlemcen. En 1549, ils donnent néanmoins l'asile à Bou Hassoun à Alger, après que les Saadiens ont conquis Fès. Ce dernier, qui demeure soutenu par un nombre important de tribus du nord-est du Maroc ainsi que par les princes de Debdou, espère que les dirigeants d'Alger envahissent le Maroc, avec ou sans l'accord de la Sublime Porte, afin d'y restaurer son pouvoir.
En 1552, le calife ottoman Soliman le Magnifique nomme Salah Raïs en tant que beylerbey d’Alger en remplacement de Hassan Pacha. En même temps, Soliman envoie une lettre accompagnée de présents au sultan saadien Mohammed ech-Cheikh, où il loue les qualités du nouveau beylerbey d’Alger auquel il aurait demandé de s’entendre avec le voisin et d’agir pour l’unité et la bonne entente entre musulmans. Si au départ les relations sont cordiales, Salah Raïs allant même jusqu’à offrir à ech-Cheikh des prises qu’il avait faites lors de son expédition de Gibraltar contre les Espagnols et les Portugais, elles se détériorent rapidement en raison du ton hautain de la sublime Porte, qui qualifie le saadien de « gouverneur de la province de Fès » et dont les lettres sont accompagnées de la formule « que notre bienfaisance sultanienne vous gratifie » alors que ce dernier s'était proclamé calife dès sa prise de Fès. Profitant de l’occupation des Ottomans par la reprise des conflits sur d'autres fronts, Mohammed ech-Cheikh tente à deux reprises d’annexer Tlemcen, sans y parvenir. A la suite de ces tentatives, le beylerbey d’Alger et le sultan saadien négocient la fin du conflit et fixent la frontière à la Moulouya. Frontière qui reste théorique puisque Mohammed ech-Cheikh reprend ses incursions peu de temps après et conclut une alliance avec les Espagnols, ce qui ralluma le conflit. 
De son côté, le wattasside Bou Hassoun, qui escomptait une aide portugaise pour reprendre son trône, se retrouve à bord d'un navire capturé, le 5 juillet 1553 dans la rade de Vélez, par Salah Raïs à son retour d'une expédition navale contre Majorque et Minorque. Salah y voit une occasion d'intervenir au Maroc en appuyant les Wattassides. Selon Ch. de Rotalier : « Salah-Raïs reprocha vivement à [Bou Hassoun] d’avoir songé à invoquer le secours des chrétiens, au lieu de solliciter ceux des Turcs, musulmans comme lui, et dont il pouvait recevoir la protection sans crime et sans déshonneur » ; des reproches jugés « bien improbables » par A. Cour ,.
Les tensions en Oranie et les désaccords entre Saadiens et Ottomans mèneront ces derniers à intervenir au Maroc afin de restaurer le pouvoir wattasside. Pour lancer son expédition contre Fès, Salah Raïs consolide ses arrières en scellant une alliance avec le sultan de Koukou duquel il obtient des troupes pour se mettre en campagne.

## Déroulement
En septembre 1553, Salah Rais, emmenant avec lui Bou Hassoun, part pour Fès avec 6 000 mousquetaires, 1 000 spahis,  un contingent de 4 000 cavaliers partisans du royaume de Koukou le rejoint en route.
En même temps, les fils de Bou Hassoun amenaient un contingent de six cents lances , levé dans leur ancien fief de Badis et le petit souverain de Debdou venait aussi les rejoindre avec ses hommes. 
Le sultan saadien, ayant été alerté de cette offensive, réunit 30 000 cavaliers et 10 000 hommes pour défendre la ville. Malgré les conseils de ses officiers, il avance, début novembre, à la rencontre des assaillants, s'arrêtant à Taza où il dresse son quartier général . 
Les deux armées se rencontrent près de cette ville le 5 décembre 1553. Après une période d'observation, Salah Rais — sachant, selon de Grammont, « que la plupart des Caïds étaient partisans de Bou-Azoun, et qu'ils n'attendaient que le moment de faire défection » — entreprend une attaque nocturne surprise, en envoyant une colonne de 1 500 hommes. Une « très grande partie » des troupes du chérif saadien rejoint les forces venues d'Alger. L'offensive est un succès, les officiers marocains ne parvenant pas à regrouper leurs hommes effrayés par les détonations de l'artillerie « et fuyant dans tous les sens ». L'armée chérifienne se replie derrière une forteresse et entame deux jours plus tard sa retraite en direction de Fès.
Après avoir reçu un renfort de 600 hommes, amenés depuis la région de Badis par les fils de Bou Hassoun, Salah Rais se met en marche et installe son camp, le 3 janvier 1954, aux abords du Sebou (à environ six kilomètres de Fès). Le lendemain, un corps de cavalerie — conduit par l'un des fils du sultan saadien, Moulaï Abd-el-Moumène — tente de passer le fleuve. Selon Ernest Mercier qui relate la scène ; Bou Hassoun l'affronte « entouré de ses enfants, suivi de ses deux milles lances […] Les Turcs d’un côté, le chérif de l’autre, restèrent spectateurs de cet engagement, se réservant les uns pour les autres, et chacun se retira dans ses lignes, vers le soir. » Bou Hassoun « qui avait combattu comme un lion et s’était multiplié, eut les honneurs de la journée ; il reçut même, en secret, des députations des gens de Fès venant le féliciter ».
Dans la nuit, les « Turcs » traversent le gué et s'installent aux pieds de la vieille ville. Le 5 au matin, Moulaï Abd-el-Moumène charge les retranchements turcs, mais mal soutenu, ses hommes mitraillés et massacrés par les algériens qui leur coupent toute retraite, il se voit « forcé de fuir vers la montagne, après avoir traversé les lignes ennemies ». Les troupes de Salah Rais, entrent victorieuses à Fès dans la nuit du 7 au 8 janvier 1554 et installent aussitôt le wattasside Bou Hassoun comme souverain, en tant que vassal du sultan ottoman,.

## Conséquences
Alors que Salah Raïs et Bou Hassoun entrent dans la ville, la situation s’envenime rapidement. Les troupes turques et leurs alliés kabyles ne tardent pas à piller et commettre des exactions à Fes el Jadid (nouvelle ville). Pendant près de quatre mois les troupes ottomanes, composées de Turcs et de Berbères de Kabylie, restent à Fès, harcelant sa population. Bou Hassoun est résolu à se « débarrasser » d’eux rapidement tandis que, selon Auguste Cour, « le but évident des Turcs était de garder Fas au nom du grand Seigneur ». Plusieurs disputes éclatèrent entre les deux hommes ; le beylerbey d'Alger emprisonnera le wattasside pour tenter de faire proclamer un chérif Idrisside, Mouley Bou Bekr, comme sultan de Fès. La révolte des habitants l'obligera à accepter la proclamation de Bou Hassoun. Durant cette période, toutes les affaires de la ville se traitèrent au nom du sultan de Constantinople. Pour M. Elbl ; l'offensive turco-algérienne sur Fez a été rapide et efficace mais Abou Hassoun cherche à se défaire progressivement du corps expéditionnaire algérien « en quarante jours ». 
Bou Hassoun obtient leur départ en y consacrant, à titre de dédommagement, une somme de 400 000 mithqals d'or (soit 1 500 kg d'or), qualifiée d'importante ou d'énorme. Le chroniqueur Martim Correia da Silva (pt) rapporte que les troupes turco-algériennes rentrent à Alger en laissant « mauvaise volonté » et « mauvaise réputation » sur leur passage.
Le dernier sultan de la dynastie wattasside règne environ neuf mois avant que le saadien Mohammed ech-Cheikh ne reprenne la ville, le 13 septembre 1554, après la bataille de Tadla au cours de laquelle Bou Hassoun est tué,,.